# Altausseer See
Altausseersee See – górskie jezioro położone u południowo-zachodniego podnóża Totes Gebirge w styryjskiej części Salzkammergut. Znajduje się na wysokości 712 m n.p.m.

## Geografia
Jezioro Altausseer z trzech stron otoczone jest przez góry: na północy znajduje się Loser (1873 m n.p.m.), na wschodzie Trisselwand (1754 m n.p.m.), na południu Tressenstein (1201 m n.p.m.). Na zachodnim brzegu znajduje się Altaussee. Brzegi jeziora są w większości skaliste i strome, jedynie częściowo kamieniste i płaskie.
Jezioro posiada długość 2,6 km, maksymalną szerokość 1 km i powierzchnię około 2,1 km². Średnia głębokość wynosi 35 m, basen jeziora ma strome zbocza, z wyjątkiem północno-wschodniego brzegu, gdzie zbocze stopniowo opada od głębokości około 40 m, prowadząc do stosunkowo dużej strefy dna o maksymalnej głębokości 53 m. Najgłębszy punkt (73 m) znajduje się w pobliżu północnego brzegu. Objętość wody w jeziorze wynosi 72,7 miliona metrów sześciennych.

## Ochrona przyrody
W 1959 roku powstał rezerwat przyrody Altaussee (NSG-a03) obejmujący teren jeziora, a także okolic: zalesionych stromych zbocz i podmokłych terenów. Obszar objęty ochroną przyrody wynosi 242ha, znajduje się na wysokości 710–1600 m n.p.m.

## Turystyka
Od 1960 roku w okolicach jeziora co trzy lata odbywa się festiwal żonkili będącym największym festiwalem kwiatów w Austrii. Według danych organizatora, w 1983 roku wydarzenie odnotowało 25 tysięcy uczestników.

### Trasy
Wokół jeziora przebiega ścieżka turystyczna Uferpromenade o długości 7,4 km.
Z miejscowości Bad Aussee nad jezioro prowadzi trasa im. Klausa Marii Brandauera o długości ok. 4,5 km.

## W sztuce

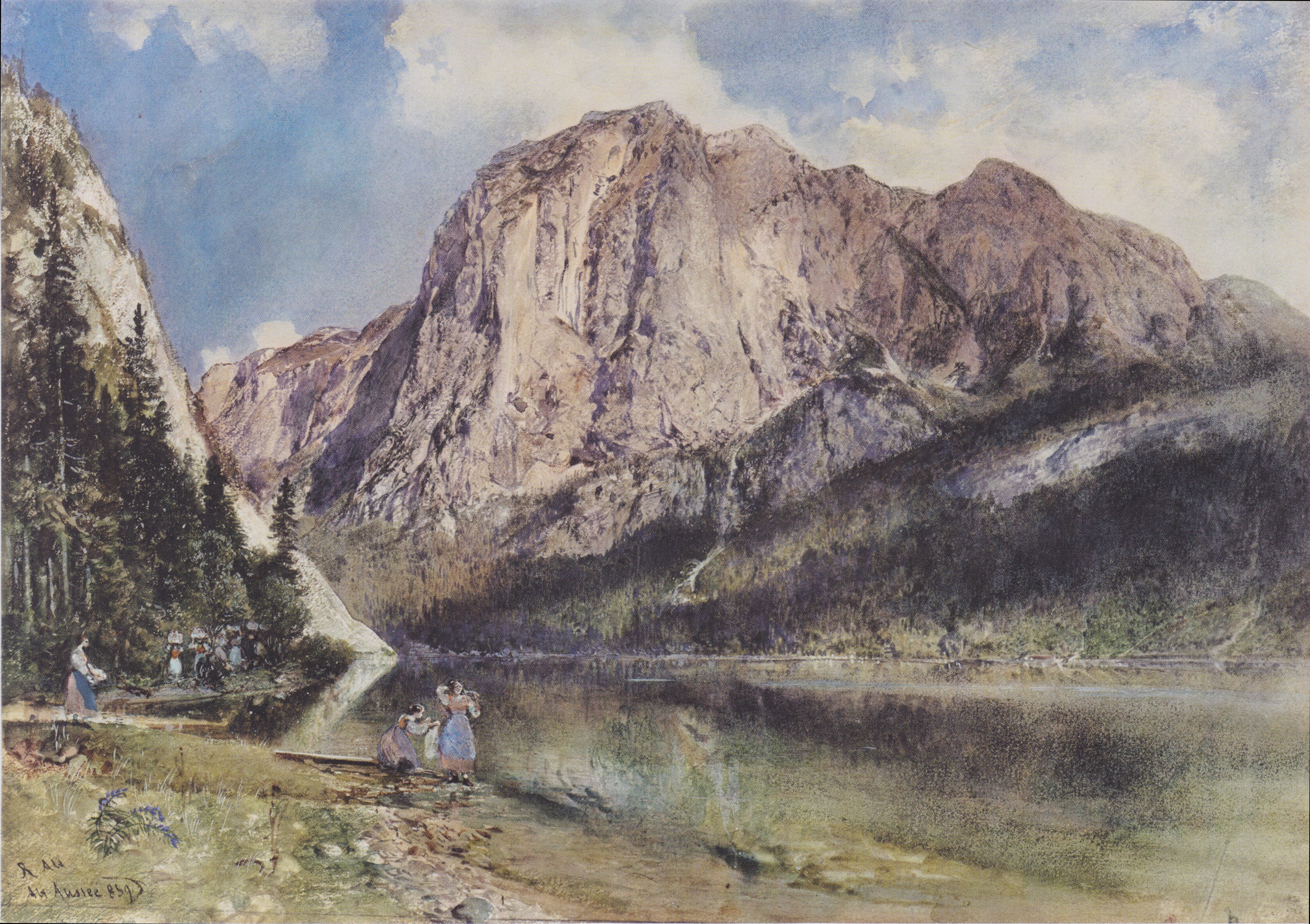
Obraz autorstwa Rudolfa von Alt

Altausseer przyciągało wielu pisarzy, malarzy i muzyków. Od XIX wieku region ten nazywany jest ojczyzną pisarzy. Raoul Auernheimer porównał jezioro do kałamarza, w którym poeci zanurzają swoje pióra.
W 2015 roku Jezioro Altaussee i pobliski pawilon myśliwski Seewiese były miejscem kręcenia filmu Spectre.